# Heathens
Heathens (englisch für ‚Heiden‘) ist ein Lied des US-amerikanischen Musiker-Duos Twenty One Pilots. Das Stück erschien am 16. Juni 2016 als Singleauskopplung aus dem Soundtrack-Album Suicide Squad: The Album, welches zum gleichnamigen Film Suicide Squad gehört. Das Lied wurde von Tyler Joseph, dem Sänger der Band, geschrieben und von Mike Elizondo produziert.

## Hintergrund

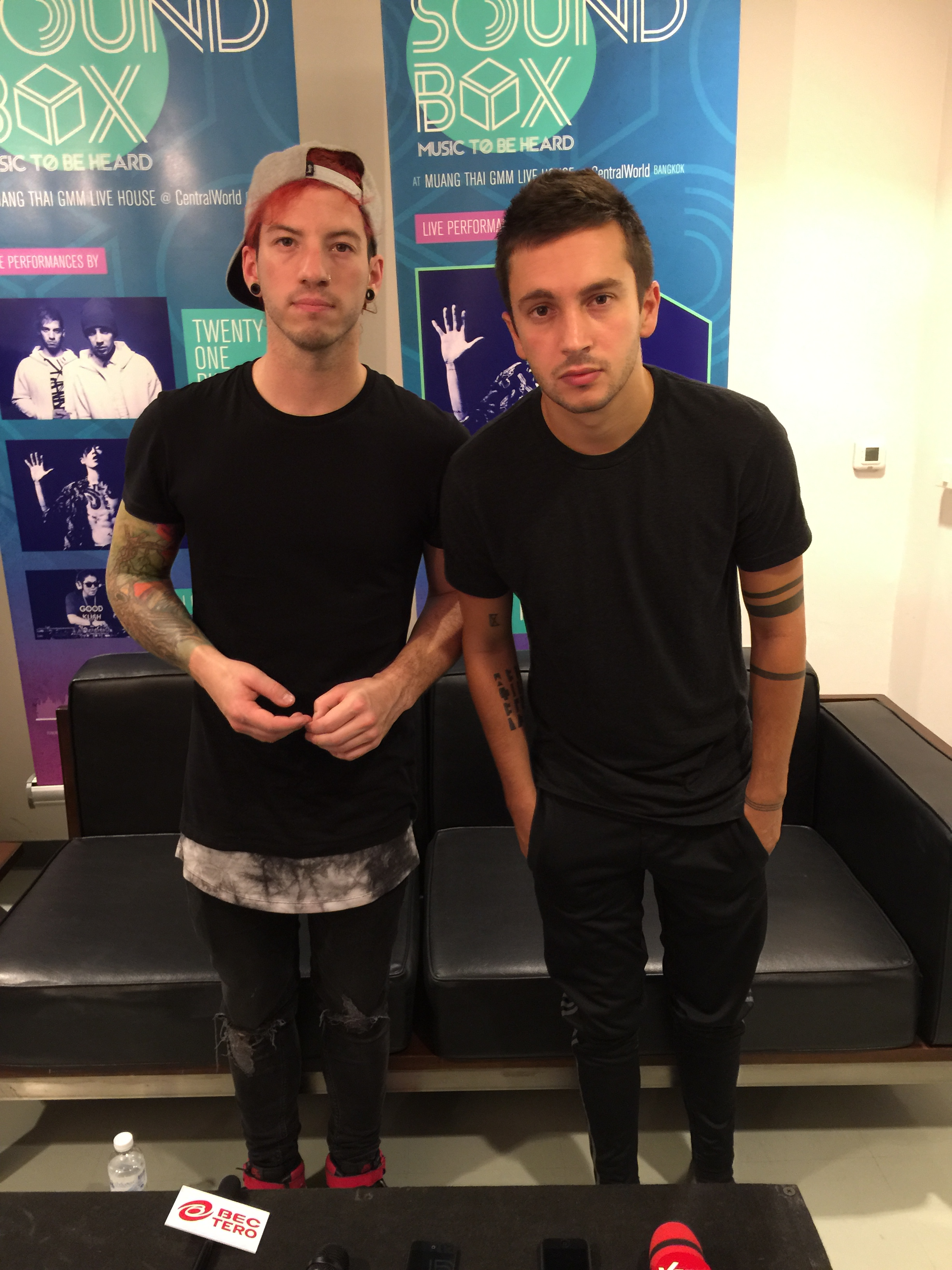
Joshua „Josh“ Dun und Tyler Joseph

Am 15. Juni 2016 twitterten Twenty One Pilots eine kodierte Nachricht in Morsezeichen mit dem Inhalt „take it slow“, was so viel wie „geh es langsam an“ bedeutet. Am gleichen Tag wurde der Song im Internet geleakt. Wie sich später herausstellte, handelt es sich bei dem Tweet um eine Zeile des Liedes. Am folgenden Tag wurde offiziell bekanntgegeben, dass er für den Soundtrack des Actionfilms Suicide Squad aufgenommen wurde. Der Film gehört zur Bösewicht-Filmreihe Suicide Squad. Offiziell veröffentlicht wurde der Soundtrack am 5. August 2016.

## Entstehung
In einem Interview äußerte sich Tyler Joseph zur Entstehung des Liedes wie folgt:

„Als ich den Text geschrieben habe, wollte ich es zu einem Twenty-One-Pilots-Lied machen. Und ich wollte, dass es mit unseren Fans harmonisiert und es bei unseren Auftritten Sinn macht. Auch wenn die Themen im Film uns zu dem Anfang inspiriert haben, kamen die Zeilen einfach zusammen, und als es sich mit der Musik vereinigte, realisierte ich, dass dies unser Lied ist.“

## Inhalt
Der Titel spielt auf das Heidentum an. Der Begriff bezeichnet aus christlicher Sicht den Zustand, zu keiner der monotheistischen Religionen zu gehören. In alten Epochen wie der Antike und dem Mittelalter wurde er abwertend gegenüber nicht-religiösen Menschen genutzt. Der Liedtext nimmt Bezug auf diesen zunächst negativ geprägten Begriff. Der Autor pauschalisiert den Begriff und erweitert ihn durch eine „Abkehr des Mainstream-Glaubens“. Ein Interpretationsansatz dazu ist, dass alle Menschen, die in irgendeiner Weise zerbrochen oder verletzt sind, also den Glauben an bessere Zeiten verloren haben, Heiden sind.

## Kommerzieller Erfolg

### Chartplatzierungen
| ChartsChartplatzierungen       | Höchstplatzierung | Wochen |
| ------------------------------ | ----------------- | ------ |
| Deutschland (GfK)              | 9 (37 Wo.)        | 37     |
| Österreich (Ö3)                | 4 (35 Wo.)        | 35     |
| Schweiz (IFPI)                 | 3 (42 Wo.)        | 42     |
| Vereinigte Staaten (Billboard) | 2 (39 Wo.)        | 39     |
| Vereinigtes Königreich (OCC)   | 5 (36 Wo.)        | 36     |

| ChartsJahrescharts (2016)      | Platzierung |
| ------------------------------ | ----------- |
| Deutschland (GfK)              | 34          |
| Österreich (Ö3)                | 16          |
| Schweiz (IFPI)                 | 34          |
| Vereinigte Staaten (Billboard) | 21          |
| Vereinigtes Königreich (OCC)   | 38          |

| ChartsJahrescharts (2017)      | Platzierung |
| ------------------------------ | ----------- |
| Schweiz (IFPI)                 | 81          |
| Vereinigte Staaten (Billboard) | 58          |

| ChartsJahrescharts (2010–2019) | Platzierung |
| ------------------------------ | ----------- |
| Österreich (Ö3)                | 82          |
| Vereinigte Staaten (Billboard) | 93          |

### Auszeichnungen für Musikverkäufe
| Land/Region                  | Auszeichnungen für Musikverkäufe (Land/Region, Auszeichnung, Verkäufe) | Verkäufe   |
| ---------------------------- | ---------------------------------------------------------------------- | ---------- |
| Argentinien (CAPIF)          | Gold                                                                   | 10.000     |
| Australien (ARIA)            | 6× Platin                                                              | 420.000    |
| Belgien (BRMA)               | Platin                                                                 | 30.000     |
| Dänemark (IFPI)              | 2× Platin                                                              | 180.000    |
| Deutschland (BVMI)           | 3× Gold                                                                | 600.000    |
| Finnland (IFPI)              | Platin                                                                 | 40.000     |
| Frankreich (SNEP)            | Diamant                                                                | 233.333    |
| Italien (FIMI)               | 3× Platin                                                              | 150.000    |
| Kanada (MC)                  | Diamant                                                                | 800.000    |
| Neuseeland (RMNZ)            | 5× Platin                                                              | 150.000    |
| Niederlande (NVPI)           | Platin                                                                 | 90.000     |
| Österreich (IFPI)            | Platin                                                                 | 30.000     |
| Polen (ZPAV)                 | 4× Platin                                                              | 200.000    |
| Portugal (AFP)               | 2× Platin                                                              | 20.000     |
| Schweiz (IFPI)               | Platin                                                                 | 30.000     |
| Spanien (Promusicae)         | 2× Platin                                                              | 120.000    |
| Vereinigte Staaten (RIAA)    | 11× Platin                                                             | 11.000.000 |
| Vereinigtes Königreich (BPI) | 3× Platin                                                              | 1.800.000  |
| Insgesamt                    | 2× Gold · 34× Platin · 3× Diamant ·                                    | 15.903.333 |

Hauptartikel: Twenty One Pilots/Auszeichnungen für Musikverkäufe